# 石主岩
石主岩（韓語：석주암；1916年6月9日—1999年7月19日），本貫忠州石氏，前滿州國軍人和大韓民國陸軍少將。

## 經歷
他生於咸鏡北道茂山郡，滿州國中央陸軍訓練處第7期畢業，第二次世界大戰終結時為滿州國軍上尉。
1946年3月返回韓國，同年12月大韓民國陸軍軍官學校第二期畢業（編號10222）。1949年1月15日、任第7旅參謀長，同年3月15日任第5旅参謀長。1950年5月任第1師参謀長。
1950年6月、朝鮮戰爭爆發。曾參加臨津江戰役和多富洞戰役，1950年10月、在進撃平壤時因誤中地雷負傷。1952年任軍区司令官。同年9月任韓國憲兵司令官（准将）。1953年任陸軍情報局長，美国陆军指挥参谋学院畢業，1955年任第29師師長。1957年任第6管區司令官。1959年編入預備役。
1976年、出任大宇集團重工業顧問。